# Vuelo 421 de Garuda Indonesia
El vuelo 421 de Garuda Indonesia fue un vuelo nacional programado operado por la aerolínea de bandera indonesia Garuda Indonesia que viajaba a unos 625 km (388 millas) de Ampenan a Yogyakarta. El 16 de enero de 2002, el vuelo encontró actividad de tormentas severas durante la aproximación a su destino, sufrió un apagón de llama en ambos motores y se deshizo en un río poco profundo, lo que resultó en una muerte y varias lesiones. El avión, un Boeing 737-3Q8, registro PK-GWA, fue fabricado en 1988 y entregado en 1989. Fue el primer 737 volado por Garuda Indonesia. En este vuelo, fue volado por el Capitán Abdul Rozaq y el primer oficial Harry Gunawan.

## Accidente
A medida que el avión Boeing 737–300 se acercaba a su destino, los pilotos se enfrentaron a una importante actividad de tormenta visible en el radar meteorológico a bordo. Intentaron volar entre dos celdas meteorológicas intensas visibles en su radar. Más tarde entraron en una tormenta que contenía fuertes lluvias y granizo. Aproximadamente 90 segundos después, cuando el avión descendía a través de 19,000 pies (5,800 m), ambos motores CFM International CFM56 experimentaron una falla de encendido, lo que resultó en la pérdida de toda la energía eléctrica generada. Ambos motores se pusieron en su configuración de potencia de ralentí de vuelo antes de que se produjera el apagado. La tripulación intentó sin éxito reiniciar los motores dos o tres veces. Luego intentaron pero no pudieron iniciar la unidad de energía auxiliar (APU), momento en el cual ocurrió la pérdida total de energía eléctrica. (Durante la investigación posterior, se descubrió que la batería de NiCd estaba en malas condiciones debido a procedimientos de mantenimiento inadecuados). El copiloto intentó transmitir una llamada de Mayday, pero no pudo. Cuando el avión descendió a través de la capa inferior de nubes a aproximadamente 8,000 pies (2,400 m), los pilotos vieron el río Bengawan Solo y decidieron intentar amerizar en el río con las aletas y el equipo retraídos. El procedimiento de zanja fue exitoso, dejando a la amerizaje apoyada sobre su vientre en aguas poco profundas, con el fuselaje, las alas y las superficies de control en gran parte intactas. No hubo fuego.

## Evacuación y rescate
Solo dos puertas estaban disponibles para la evacuación. Los residentes de las aldeas cercanas asistieron. Los pasajeros no heridos y sus pertenencias personales se refugiaron temporalmente en una casa vacía cercana, mientras que los pasajeros heridos fueron transportados por un vehículo disponible a la clínica más cercana. Después de la evacuación, el piloto contactó a la Torre Jogja a través del teléfono celular e informó sobre el aterrizaje y la ubicación de emergencia. El equipo de rescate llegó aproximadamente dos horas más tarde y todos los pasajeros y la tripulación restantes fueron llevados de manera segura a un hospital.

## Investigación
El informe final del Comité Nacional de Seguridad del Transporte de Indonesia (NTSC) señala que la capacitación de pilotos en la interpretación de imágenes de radar meteorológico no fue formal, sino que se dio solo durante la capacitación de vuelo. Se considera posible que la precipitación fuera tan densa que atenuara las señales del radar, reduciendo los reflejos que generalmente indican precipitación y haciendo que una densidad tan alta parezca un camino más claro. Si la tripulación hubiera manipulado la inclinación del radar para barrer el suelo durante el descenso, habrían sido conscientes de los riesgos asociados con la ruta de vuelo elegida. El ruido intenso audible en los datos de la grabadora de voz de la cabina, así como el daño al radomo nasal y los motores indican la presencia de granizo con la lluvia. El informe concluye que la densidad de granizo/agua excedió la tolerancia del motor al ralentí del vuelo, lo que provocó un incendio.

## Dramatización
Este accidente fue presentado en el programa de televisión canadiense Mayday: catástrofes aéreas, en episodio titulado «Pista en el río».